# 黄基铁
黄基铁（韓語：황기철，1956年7月28日—），韓國海軍上將，第30任海军参谋总长，現任國家報勳處處長。

## 学历
- 海軍官校毕业
- 空军官校第28期
- 高丽大学文学学士（法国文学）
- 法国巴黎第一大学研究生院历史学硕士

## 履历
- 总统秘书室 负责国防部
- 海军广开土大王号舰长
- 海军造船团KDX-3事业处长
- 海军镇海基地司令官
- 海军第2艦隊（朝鲜语：대한민국 2함대）司令官
- 防卫事业厅 舰艇事业部长
- 海军作战司令官
- 海军参谋次长
- 海军官校校长
- 第30屆海军参谋总长
- 第31任國家報勳處處長